# 珈琲店タレーランの事件簿
『珈琲店タレーランの事件簿』（コーヒーてんタレーランのじけんぼ）は、岡崎琢磨による日本の推理小説シリーズ。

## 概要
理想の珈琲を追い求める青年が京都の一角にある珈琲店「タレーラン」の女性バリスタが解き明かす日常の謎に巻き込まれていくミステリー。第10回『このミステリーがすごい!』大賞の最終選考で受賞は至らず落選するも、内容が評価され、隠し玉（編集部推薦）として大きく改稿されて出版されることとなり、以降シリーズ化されている。
第1作『珈琲店タレーランの事件簿 また会えたなら、あなたの淹れた珈琲を』は、第1回京都本大賞受賞作。2022年8月時点シリーズ累計部数はで250万部を突破している。
このマンガがすごい!WEBにて、峠比呂によるコミカライズが2015年2月より掲載されている。
クラウドファンディング「令和のまち・太宰府オリジナル曲のPVを作りたい！動画で故郷を世界にPRしたい！」支援の見返り「あなたのお名前を、小説の登場人物に使います」が、第8作『珈琲店タレーランの事件簿8 願いを叶えるマキアート』内にて実行された。
宝島社公式動画サイト「宝島チャンネルライブ」にて小野賢章＆清水理沙が演じる朗読劇が2023年1月より配信されている。

## 制作背景
作品が生まれたきっかけは、2010年10月に大学の先輩と訪れた飲み屋で酒の力を借りて、同年代の女性と口を利いた時、彼女の職業が「バリスタ」だと聞いて、「バリスタという響きがかっこいいな」と思い、「探偵役にバリスタというのはどうだろうか？」と思いついたことからであった。

## あらすじ
京都の小路の一角に、ひっそりと店を構える珈琲店「タレーラン」。主人公の青年は、偶然入ったこの店で、長年追い求めた理想の珈琲と、魅惑的な女性バリスタと出会う。彼女は、店に持ち込まれる日常の謎を、鮮やかに解き明かしていくが、彼女には秘められた過去があった。

## 主な登場人物
アオヤマ / 青野大和（あおのやまと）
コーヒーをこよなく愛する青年。偶然入った珈琲店「タレーラン」で、長年追い求めた理想の珈琲と、魅惑的な女性バリスタ切間美星に出会う。美星が推理を披露する場に立ち会ったことで、その聡明な頭脳に惹かれ、以降しばしば「タレーラン」を訪れるようになる。
ややお調子者の気があるが、内省的で他者を思いやることのできる人物。美星からは優しい人だと称されている。普段は優柔不断な言動が目立つものの、ここぞという場面で行動力を発揮する。推理能力に関しては人並みで、自身の推理を披露するたび、美星に「全然違うと思います」と一蹴されている。驚いたときなどに「んぐぁ」と喉を鳴らす癖がある。
美星に好意を寄せている節があるが、肝心なところでヘタレるため、関係はあまり進展しない。物語開始当初、虎谷真実（とらや まみ）という恋人がいた。
切間美星（きりま みほし）
京都市内の一角に店を構える珈琲店「タレーラン」のバリスタ。女子高生と見紛うほどに背が低く童顔だが、アオヤマよりひとつ年上である。よく切れる聡明な頭脳の持ち主で、店に持ち込まれる日常の謎を鮮やかに解き明かしていく。もともとは誰に対しても人見知りせず、心の内側へぐいぐい踏み込んでいく社交的な性格であったのだが、ある事件をきっかけに、人と積極的な関係を築くことに躊躇するようになった。巻が進むにつれて、本来の勝ち気で茶目っ気溢れた性格が顔を出しつつある。
謎解きの際は、頭を冴えさせるために、手動コーヒーミルでコーヒー豆を挽く作業をすることが多い。謎を解いたときの決め台詞は「その謎、大変よく挽けました」。
アオヤマに好意を寄せている節があるが、彼が何の行動も起こさないことに不満を持ち気味で、彼女の側からたびたびアプローチを仕掛けている。
藻川又次（もかわ またじ）
美星の大叔父で珈琲店「タレーラン」のマスター。タレーラン周辺の土地を所有する大地主でもあり、タレーランの裏には自身が生活・経営するマンションを所有している。来店した女性にちょっかいをかける悪癖があり、たびたび美星に叱られている。
水山晶子（みずやま しょうこ）
美星の短大生時代からの親友。一見無愛想にみえるものの、親しい相手に対してはおせっかいになる、情の深い面もある。
切間美空（きりま みそら）
美星の妹。都内在住の学生だが、夏休みを利用して姉のいる京都に遊びにやってくる（2巻）。
姉とは対照的に、底抜けに明るい性格。とある目的を持って京都を訪れており、1泊2日の予定だった滞在を「タレーランの短期アルバイトをする」という名目で延ばし、姉や大叔父にも内緒で目的を果たそうとする。

## 既刊一覧

### 小説
- 岡崎琢磨（著） / shirakaba（イラスト） 『珈琲店タレーランの事件簿』 宝島社〈宝島社文庫〉、既刊8巻（2022年8月4日現在）
  1. 「また会えたなら、あなたの淹れた珈琲を」2012年8月18日第1刷発行（8月4日発売[10]）、ISBN 978-4-8002-0072-3
  2. 「彼女はカフェオレの夢を見る」2013年5月9日第1刷発行（4月25日発売[11]）、ISBN 978-4-8002-0989-4
  3. 「心を乱すブレンドは」2014年4月7日第1刷発行（3月24日発売[12]）、ISBN 978-4-8002-2443-9
  4. 「ブレイクは五種類のフレーバーで」2015年2月19日第1刷発行（2月5日発売[13]）、ISBN 978-4-8002-3552-7
  5. 「この鴛鴦茶がおいしくなりますように」2016年11月22日第1刷発行（11月8日発売[14]）、ISBN 978-4-8002-6342-1
  6. 「コーヒーカップいっぱいの愛」2019年11月21日第1刷発行（11月7日発売[15]）、ISBN 978-4-8002-9943-7
  7. 「悲しみの底に角砂糖を沈めて」2022年3月18日第1刷発行（3月4日発売[16]）、ISBN 978-4-299-02699-6
  8. 「願いを叶えるマキアート」2022年8月18日第1刷発行（8月4日発売[17]）、ISBN 978-4-299-03242-3

### 漫画
原作・岡崎琢磨、作画・峠比呂。宝島社から発売されている。既刊5巻（2017年5月24日現在）。 
- 『珈琲店タレーランの事件簿』 〈このマンガがすごい!comics〉、全2巻
  1. 2015年8月19日発売、ISBN 978-4-8002-4542-7
  2. 2015年9月17日発売、ISBN 978-4-8002-4604-2

- 『珈琲店タレーランの事件簿　彼女はカフェオレの夢を見る』 〈このマンガがすごい!comics〉、全2巻
  1. 2016年8月22日発売、ISBN 978-4-8002-5986-8
  2. 2016年10月7日発売、ISBN 978-4-8002-6357-5

- 『珈琲店タレーランの事件簿 心を乱すブレンドは』 〈このマンガがすごい!comics〉、既刊1巻（2017年5月24日時点）
  1. 2017年5月24日発売、ISBN 978-4-8002-7162-4